# Reprezentacja Włoch na Mistrzostwach Świata w Wioślarstwie 2009
Reprezentacja Włoch na Mistrzostwach Świata w Wioślarstwie 2009 liczyła 43 sportowców. Najlepszymi wynikami były 1. miejsca w czwórce podwójnej wagi lekkiej mężczyzn i ósemce wagi lekkiej mężczyzn.

## Medale

### Złote medale
czwórka podwójna wagi lekkiej (LM4x): Franco Sancassani, Daniele Gilardoni, Lorenzo Bertini, Stefano Basalini
ósemka wagi lekkiej (LM8+): Luigi Scala, Davide Riccardi, Livio La Padula, Martino Goretti, Emiliano Ceccatelli, Gennaro Gallo, Jiri Vlcek, Bruno Mascarenhas, Andrea Lenzi

### Srebrne medale
jedynka wagi lekkiej (LW1x): Laura Milani
dwójka bez sternika wagi lekkiej (LM2-): Andrea Caianiello, Armando Dell’Aquila

### Brązowe medale
dwójka podwójna wagi lekkiej (LM2x): Marcello Miani, Elia Luini

## Wyniki

### Konkurencje mężczyzn
- jedynka wagi lekkiej (LM1x): Fabrizio Gabriele – 10. miejsce
- dwójka podwójna wagi lekkiej (LM2x): Marcello Miani, Elia Luini – 3. miejsce
- dwójka bez sternika wagi lekkiej (LM2-): Andrea Caianiello, Armando Dell’Aquila – 2. miejsce
- dwójka ze sternikiem (M2+): Andrea Tranquilli, Giuseppe de Vita, Vincenzo di Palma – 6. miejsce
- czwórka podwójna (M4x): Luca Ghezzi, Luca Agamennoni, Matteo Stefanini, Simone Raineri – 6. miejsce
- czwórka podwójna wagi lekkiej (LM4x): Franco Sancassani, Daniele Gilardoni, Lorenzo Bertini, Stefano Basalini – 1. miejsce
- czwórka bez sternika wagi lekkiej (LM4-): Salvatore Di Somma, Catello Amarante, Luca Motta, Giorgio Tuccinardi – 5. miejsce
- ósemka (M8+): Romano Battisti, Marco Resemini, Raffaello Leonardo, Pierpaolo Frattini, Dario Dentale, Francesco Fossi, Niccolò Mornati, Lorenzo Carbnoncini, Gaetano Iannuzzi – 6. miejsce
- ósemka wagi lekkiej (LM8+): Luigi Scala, Davide Riccardi, Livio La Padula, Martino Goretti, Emiliano Ceccatelli, Gennaro Gallo, Jiri Vlcek, Bruno Mascarenhas, Andrea Lenzi – 1. miejsce

### Konkurencje kobiet
- jedynka wagi lekkiej (LW1x): Laura Milani – 2. miejsce
- czwórka podwójna (W4x): Erika Bello, Gabriella Bascelli, Laura Schiavone, Elisabetta Sancassani – 4. miejsce